# ديفيد دي لا مورا
ديفيد دي لا مورا (بالإسبانية: David De La Mora)‏ مواليد 28 مايو 1989 في تيخوانا، هو ملاكم محترف مكسيكي يصنف ضمن فئة وزن الديك.

## إحصائيات
خاض خلال مسيرته 29 نزالا، فاز في 25 ولم يتعادل وخسر في 4. فاز بالضربة القاضية في 17 نزالا.

## روابط خارجية
- ديفيد دي لا مورا على موقع بوكس ريك (الإنجليزية) (registration required)